# 丹尼爾·巴禾
丹尼爾·巴禾 (法語：Daniel Bravo，1963年2月9日—），是一名前法國職業足球員，在場上司職中場。除了曾效力意甲球會帕爾馬，他的整個職業生涯都在他的祖國法國度過。 他為法國國家隊上陣13次並射入一球。

## 足球生涯
巴禾出生在圖盧茲。17歲時，巴禾在法甲為尼斯對陣梅斯的比賽中首次上陣。儘管尼斯於1982年降班到法乙，但他還是在1982年2月被徵召到法國國家隊迎戰意大利。那天晚上，法國六十多年來首次擊敗意大利，巴禾射入他們第二個入球。
他在尼斯呆了一個賽季，在法乙的比賽中射入11球。 然後他簽約轉會至摩納哥。這是他將會效力一系列球會的開始，其後他為巴黎聖日耳門效力，然後再去意大利效力帕爾馬。在法國國家隊，巴禾代表法國出場的機會，但在1984年歐洲國家盃，對南斯拉夫的比賽中，他入替讓·馬克·費拉尼為法國奪冠出力。
在效力馬賽期間，巴禾在1999年歐洲足協盃決賽中上陣。

## 個人生活
巴禾與歌手伊娃·巴禾結婚，演員和模特盧卡斯·巴禾是他們的兒子。

## 榮譽
摩納哥
- 法國盃：1984–85（英语：1984–85 Coupe de France）

巴黎聖日耳門
- 法國盃：1992–93（英语：1992–93 Coupe de France），1994–95（英语：1994–95 Coupe de France）
- 法甲：1993–94（英语：1993–94 Division 1）
- 法國聯賽盃：1994–95（英语：1994–95 Coupe de la Ligue）
- 歐洲盃賽冠軍盃：1995–96（英语：1995–96 UEFA Cup Winners' Cup）

法國
- 歐洲國家盃；1984

## 外部連結
- Daniel Bravo （页面存档备份，存于）於法國足球總會網頁（法文）
- 法国足球协会上的 丹尼爾·巴禾 （法文） 存档于webarchive.org.